# Харчова поведінка
Харчова поведінка — одна із форм поведінки у тварин, яка пов'язана з пошуком, запасанням їжі й обміном речовин.
Тварини та інші гетеротрофи повинні їсти, щоб вижити — м'ясоїдні тварини їдять інших тварин, травоїдні їдять рослини, всеїдні споживають суміш рослинної та тваринної їжі, а детритофаги їдять детрит. Гриби перетравлюють органічні речовини за межами свого тіла, на відміну від тварин, які перетравлюють їжу всередині свого тіла.
Деякі види проявляють поведінку запасання та накопичення їжі у схованках на майбутнє.

## Приклади
Найважливішим процесом живого організму є обмін речовин (харчування). Так, щоб здійснити цей процес, організми шукають способи виконати його. Наприклад, хижаки здобувають їжу за допомогою полювання, під час якого можуть використовувати різні тактики. Котячі підстерігають здобич, а собаки, вовки — заганяють її. Велетенський синій кит є твариною-фільтратором. Він набирає воду з дрібними тваринами до рота й проціджує її крізь свої китові вуса. Великі рослиноїдні тварини випасають їжу.
Також багатьом тваринам притаманна поведінка запасання їжі. Прикладом є комахи, які запасають їжу для личинок. Білки запасають на зиму горіхи та насіння. Родичі зайців пищухи навіть роблять спеціальні стіжки з трави, таким чином запасаючи корм на зиму. Звідси й друга назва цих тварин — сіноставці.